# Joana Magdalena de Saxònia Altenburg
Joana Magdalena de Saxònia Altenburg (en alemany Johanna Magdalena von Sachsen-Altenburg) va néixer a Altenburg (Alemanya) el 14 de gener de 1656 i va morir a Weißenfels el 22 de gener de 1686. Era una princesa de la Casa de Wettin, filla del duc Frederic Guillem II (1603-1669) i de Magdalena Sibil·la de Saxònia (1617-1668).

## Matrimoni i fills
El 25 d'octubre de 1671 es va casar a Altenburg amb Joan Adolf I de Saxònia-Weissenfels (1649-1697), fill del duc August (1614-1680) i de la princesa Anna Maria de Mecklenburg-Schwerin (1627-1669). El matrimoni va tenir onze fills:
- Magdalena Sibil·la (1673-1726), casada amb Joan Guillem de Saxònia-Eisenach (1666-1729).
- August Frederic (1674-1675).
- Joan Adolf, nascut i mort el 1676.
- Joan Jordi (1677-1712), casat amb Frederica Elisabet de Saxònia-Eisenach (1669-1730).
- Un fill nascut mort el 1678.
- Joana Guillemina (1680-1730).
- Frederic Guillem, nascut i mort el 1681.
- Cristià (1682-1736), casat amb Lluïsa Cristiana de Stolberg.
- Anna Maria (1683-1731), casada amb Erdmann II de Promnitz (1683-1745).
- Sofia (1684-1752), casada primer amb Jordi Guillem de Brandenburg-Bayreuth (1678-1726), i després amb Josep Albert, comte de Hoditz i de Wolframitz (1706-1778).
- Joan Adolf (1685-1746), casat primer amb Joana Antonieta de Saxònia-Eisenach (1698-1726), i després amb Frederica de Saxònia-Gotha-Altenburg (1715-1775).